# قلب دروغ نگو (ترانه)
«قلب دروغ نگو» (انگلیسی: Heart Don't Lie) آهنگی از خوانندهٔ آمریکایی لاتویا جکسون است. این آهنگ دومین تک‌آهنگ از آلبوم قلب دروغ نگو است. این یک آهنگ دو نفره با خواننده هوارد هیوت است، اگرچه او در موزیک ویدئو حضور ندارد. همچنین جنت جکسون از خوانندگان پس‌زمینه آهنگ است. این تک‌آهنگ در رتبه ۵۶ در جدول ۱۰۰ بیلبورد داغ آمریکا قرار گرفت و تبدیل به بالاترین آهنگ نمودار جکسون در آمریکا شد. همچنین در جدول تک‌آهنگ‌های داغ سیاه بیلبورد آمریکا در رتبه ۲۹ قرار گرفت.

## موزیک ویدئو
«قلب دروغ نگو» اولین تک‌آهنگ لاتویا جکسون بود که یک موزیک ویدئو نیز داشت. این موزیک ویدئو، توسط اد پاسیو در فوریه ۱۹۸۴ در لس آنجلس، کالیفرنیا کارگردانی شد. موزیک ویدئو، جکسون را در یک محیط دبیرستانی بسیار رنگارنگ نشان می‌دهد. این کلیپ از ماسک‌های کارناوال طراحی شده توسط جوزف مک لافلین استفاده می‌کند. این فیلم همچنین شامل مادران و سه شعبده‌باز است که شامل آلبی سلزنیک نیز می‌شود.